# Phylloscopus forresti
Phylloscopus forresti là một loài chim trong họ Phylloscopidae.